# Wōdanaz

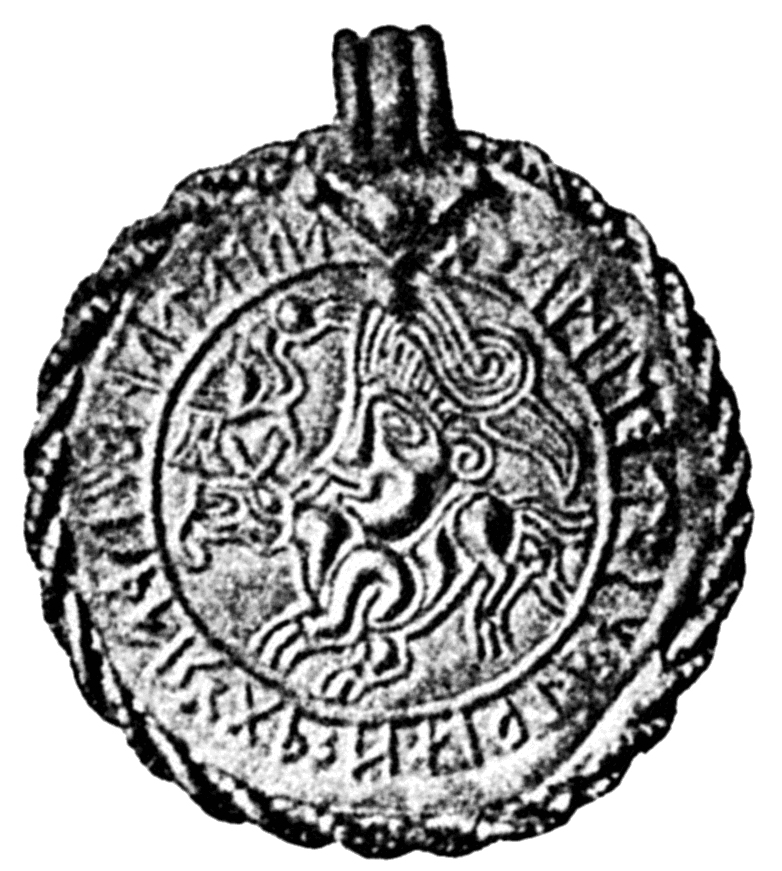
Bratteato di Vadstena del VI secolo, raffigurante un cavallo, un uccello ed una testa umana identificata con un'antica versione dello scandinavo Odino

*Wōðanaz, noto anche come *Wōðinaz, è la forma ricostruita nel proto-germanico del nome di un dio del paganesimo germanico, chiamato Óðinn nella mitologia norrena, Wōden in antico inglese, W(Wodan)Wodan''' o W(Wotan)Wotan''' in alto tedesco antico e Godan in lingua longobarda.  È in tutto simile al dio germanico identificato come Mercurio dagli storici romani e, probabilmente, citato da Tacito come regnator omnium deus.
Si crede che Odino abbia guadagnato importanza durante il periodo delle migrazioni che, secondo alcuni autori, prese gradualmente il posto di Týr alla testa del pantheon delle culture germaniche occidentali e settentrionali. Questa ipotesi si scontrerebbe con l'associazione fatta da Tacito secondo cui il regnator omnium deus sarebbe stato lo stesso Wōðanaz, visto che questa idea è molto precedente nel tempo.
La teoria secondo cui Odino prese il posto di Týr si trova anche alla base di due identificazioni tra loro in conflitto. L'originale importanza di Týr (dal proto-germanico *Tîwaz) nasce con la teoria secondo cui sarebbe stato una nuova versione della divinità suprema di molte fedi indoeuropee Zeus, Giove, Dyauh. Non esistono però prove che sostengano l'ipotesi secondo cui Týr abbia avuto la stessa importanza che aveva Odino nelle regioni in cui era conosciuto, con il nome di Odino o di Wōðanaz.
Testimonianze sull'esistenza del dio sono sparse in un'area molto vasta, sia in senso cronologico che geografico. Più di un millennio separa i primi scritti romani ed i reperti archeologici che coprono il periodo compreso tra l'inizio dell'Era volgare e l'Odino descritto nell'Edda in prosa e nell'Edda poetica del tardo medioevo.
Wōðanaz viene associato con la poesia, il suo nome viene associato al concetto di *wōþuz, "furor poeticus" (furia poetica), ed è quindi considerato il dio dei poeti e dei veggenti. È un dio guaritore in grado di cambiare forma, dio dei maghi. Viene associato anche con la caccia selvaggia dei morti, e quindi è anche una divinità della morte. Viene considerato anche dio della guerra e portatore di vittorie.
Riassumendo la situazione cronologica si può dire che:
- Periodo proto-germanico, dal II secolo a.C. al II secolo d.C.: *Woðanaz e "Mercurio Germanico";
- Periodo delle migrazioni, dal III al VII secolo: Woden, Wodan ed il proto-norreno *Woðinaz; prime registrazioni del nome Wodan databili al VI secolo ed alle missioni in Irlanda e Scozia;
- Era vichinga, dall'VIII al XII secolo: scandinavo Óðinn;
- Dal Medioevo (XIII secolo) al 1800: folklore germanico (caccia selvaggia);
- Periodo moderno, dal 1800 ad oggi: Revival vichingo romantico, ricostruzionismo neopagano e riferimenti nella cultura popolare.

## Etimologia
Le forme attestate del teonimo sono tradizionalmente derivate dal proto-germanico *Wōðanaz (in norreno il fonema iniziale *w- cadde davanti alle vocali velari labializzate, da cui la forma Óðinn). Adamo da Brema fornisce un'etimologia del dio venerato dai pagani scandinavi dell'XI secolo come "Wodan id est furor" ("Wodan, che significa 'furia'"). Un'antica alternativa etimologica, a cui hanno aderito numerosi antichi studiosi tra cui Agrippa di Nettesheim nel suo Libri tres de occulta philosophia, è di usare la radice del termine Dio stesso, dalla forma proto-germanica *ǥuð-. Attualmente questa ipotesi non è più sostenibile secondo gli accademici moderni, eccetto che per il nome longobardo Godan, che potrebbe essere fatto risalire a *ǥuđanaz (vedi anche goði, gautr, Dio).
A questo punto si potrebbe sottolineare il fatto che il norreno possiede due termini differenti per dire óðr, uno come aggettivo e l'altro come sostantivo. L'aggettivo significa "matto, sfrenato, furioso, violento", e deriva dall'antico inglese wōd. Il sostantivo invece significa "mente, intelligenza, anima, senso" e "canzone, poesia", e deriva dall'antico inglese wōþ. Per di più, óð- significa "ferocemente energetico" (ad esempio óð-málugr significa "parlare violentemente, eccitato").
Entrambi i termini in norreno derivano dal proto-germanico *wōþuz, evolvendo dal pre-germanico *wātus. Altri due termini derivati sono il proto-celtico *wātus "poesia divina" (ancora presente nell'irlandese fáith "poeta" e nel gallese gwawd "poesia") ed il latino vātes "profeta, veggente" (possibile derivazione del proto-celtico *wātis o del gallico ουατεις). Un possibile, ma incerto, termine derivato sarebbe il sanscrito api-vat- "eccitare, svegliare" (RV 1.128.2). Il significato proto-indoeuropeo della radice è comunque ricostruito come relativo all'eccitazione spirituale. La suddivisione semantica proto-norrena si riflette nella testimonianza di Adamo da Brema dell'interpretazione del termine come "furia", piuttosto che come "poesia" o simili.
Meid ipotizzò il proto-germanico *-na- come suffisso per esprimere "Sua Eccellenza" ("Herrschersuffix"), in vista di parole quali il nome di Odino Herjann "signore degli eserciti", dróttinn "signore degli uomini" e þjóðann "signore della nazione", che risulterebbe in una traduzione letterale di "signore dell'energia spirituale", "signore della poesia" o simili. È sufficiente, comunque, e più comune, considerare un significato più generico per il suffisso nel senso di pertinenza o possesso, ereditato dal proto-indoeuropeo *-no-, per ottenere all'incirca lo stesso significato.
Rübekeil (2003:29) pone l'accento sulle due varianti del suffisso *-ina- (in Óðinn) e *-ana- (in Woden, Wotan). Questa variante, se considerata in generale, viene respinta dai primi studiosi come "apofonia del suffisso".  Esistono indicazioni oltre al norreno di un suffisso *-ina-: l'inglese Wednesday (invece di *Wodnesday) attraverso la metafonesi diventa *wōđina-.  Rübekeil conclude che l'originale forma proto-germanica del nome fosse *Wōđinaz, conducendo quindi al norreno Óðinn e ad un non dimostrato anglosassone *Wēden, e che le forme attestate del germanico occidentale sono paretimologie "clericali" medievali, formatesi tramite l'impressione di sincronia con il termine usato per "furia".
La forma pre-proto-germanica del nome sarebbe quindi stata *Wātinos. Rübekeil suggerisce che si tratti di un termine preso in prestito dal proto-celtico per riferirsi al dio dei *wātis, i sacerdoti celtici preveggenti, cosicché il significato originale del nome potrebbe essere "lui [il dio/signore] dei Vati" (p. 33), che poi si è provato ad identificare con Lugus (p. 40).

## Odino e Mercurio
Si conosce meno circa il ruolo di Odino quale curatore dei morti nelle tribù germaniche meridionali. Lo storico romano Tacito si riferisce probabilmente ad Odino quando parla di Mercurio. Il motivo è che, come Mercurio, Odino era considerato psicopompo, "il padrone delle anime".
Giulio Cesare definisce Mercurio il principale dio venerato dai Galli nel De bello Gallico
Paulus Diaconus (o Paolo Diacono), scrittore del tardo VIII secolo, dice che Odino (Guodan) era il capo degli dei Longobardi e, come precedenti fonti meridionali, identifica Odino con Mercurio. A causa della sua identificazione, Paolo aggiunge che il dio Guodan, "nonostante sia esistito [tra i popoli germanici], non lo fu in questo periodo, ma molto prima, e non in Germania, ma in Grecia" dove il dio nacque. Anche Robert Wace identifica Wotan con Mercurio. Abraham Viktor Rydberg, nella sua opera sulla mitologia teutonica, traccia numerosi paralleli tra Odino e Mercurio, come ad esempio il fatto che entrambi fossero responsabili di aver donato la poesia ai mortali.
In modo simile Ammiano Marcellino si riferisce ad Odino e Thor nella sua storia del tardo Impero romano come a Mercurio ed Ercole, nonostante un'associazione diretta non venga fatta. Questa cosa sottolinea un particolare problema che coinvolge le antiche fonti greche e romane. Gli storici di queste due culture, in ogni tempo, credevano che le divinità delle culture straniere fossero le loro stesse divinità adorate con nomi differenti (vedi Interpretatio graeca). Un esempio può essere trovato nell'associazione fatta da Erodoto tra un dio egizio con testa di ariete (molto probabilmente Amon) con Zeus. In seguito, gli storici medievali seguirono l'antica tradizione aggiungendo altre associazioni. Non esistono comunque prove storiche che possano suggerire che questi collegamenti siano validi, e quindi non devono essere considerati fatti storici.

## Paralleli celtici
Spesso sono stati fatti paralleli tra Odino e Lugus: entrambi sono dei intellettuali, comandano magia e poesia. Entrambi hanno corvi ed una lancia come simboli, ed entrambi hanno un occhio solo. Giulio Cesare cita Mercurio come dio capo della religione celtica. Molte delle nostre fonti riguardanti il Lugus celtico sono in celtico insulare, mentre quelle che parlano del Lugus gallico sono rare, nonostante la sua importanza sia manifestata dai numerosi toponimi che ne contengono il termine (Lugdunum, ecc.). Lucano cita tre dei celtici: Toutatis, Esus e Taranis. Toutatis viene identificato con Marte o Mercurio, e riceve come sacrifici umani prigionieri affogati e guerrieri caduti in battaglia. Anche Esus viene identificato con Mercurio ma anche con Marte, ed accetta come sacrifici umani i prigionieri impiccati agli alberi e smembrati. Taranis viene associato a Giove quale signore della guerra e dio del cielo. I sacrifici umani a Taranis vengono fatti bruciando i prigionieri in botti di legno. Lugus non viene citato per nulla da Lucano. L'ipotesi di Rübekeil (2003:38), in vista della sua idea circa l'origine celtica del dio germanico, è che il termine Lugus si riferisce alla trinità Toutatis-Esus-Taranis considerata come un dio singolo.
Un riflesso etimologico del Lugus celtico si trova probabilmente in Loki (un dio germanico descritto come "Ipostasi di Odino" da Folke Ström). Un ottimo esempio di diffusione di rituali celtici tra i germani è rappresentato dalle tribù come quella dei Catti, che abitò il confine tra Celti e Germani in Assia poco prima dell'anno zero (i Catti sono tradizionalmente considerati una tribù germanica, ma molti loro capi e gli insediamenti hanno nomi celtici). Bisogna ricordare che Odino, nella sua forma proto-germanica, non era un dio capo, ma che si limitò a rimpiazzare gradatamente Týr durante il periodo delle invasioni barbariche.

## Tratti sciamanici
La dea Freyja viene descritta come adepta dei misteri del Seiðr (sciamanesimo), una vǫlva, e si dice che fu lei ad iniziare Odino ai suoi misteri. Nel Lokasenna, Loki abusò verbalmente di Odino che stava praticando la Seiðr, accusandolo di professare un'arte non virile. Una giustificazione può essere trovata nella Saga degli Ynglingar, in cui Snorri dice che chi pratica il Seiðr viene considerato effeminato.
Odino era un cercatore compulsivo di saggezza, consumato dalla sua passione per la conoscenza al punto di sacrificare uno dei suoi occhi (quale dei due non è chiaro) a Mímir in cambio della possibilità di bere le acque della saggezza del suo pozzo.

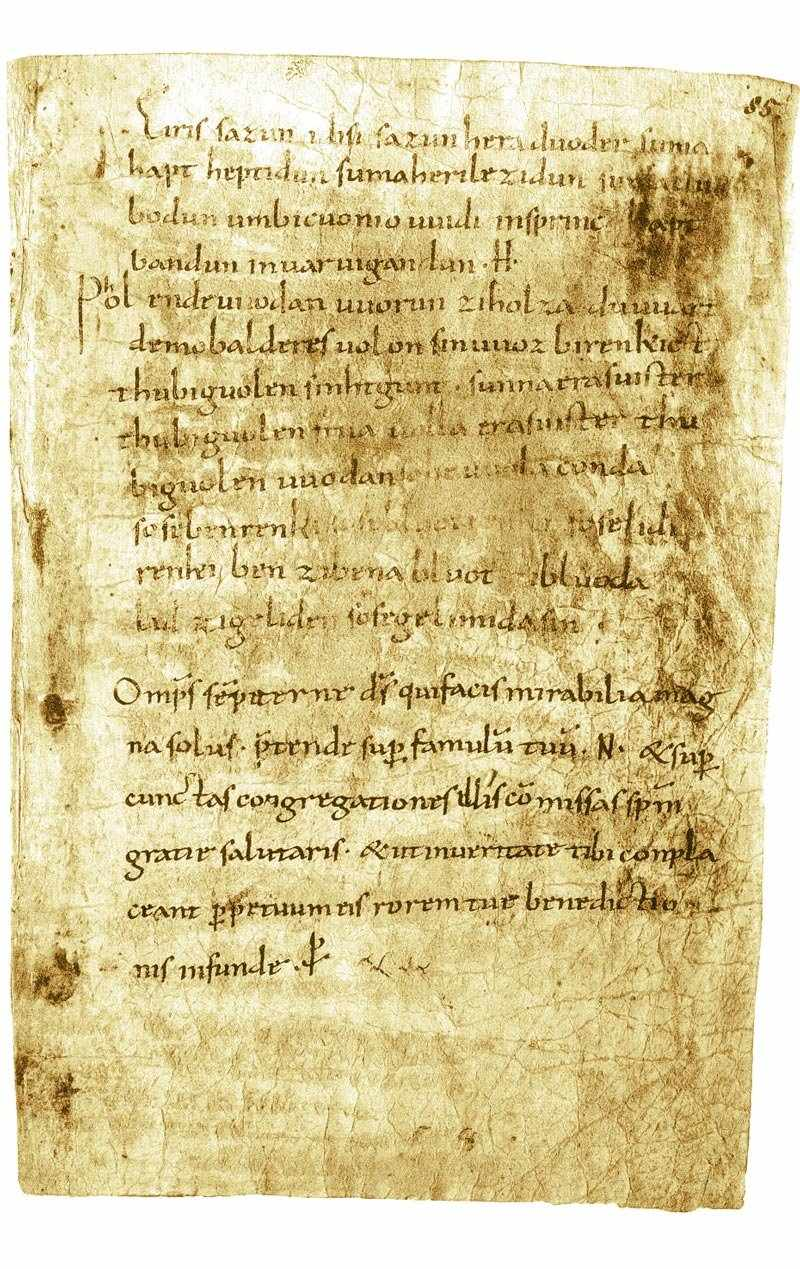
Merseburger Zaubersprüche - Merseburger Domstiftsbibliothek, Codice 136, f. 85r, X secolo

Alcune formule sacre germaniche, note come "Merseburger Zaubersprüche" vennero scritte nell'800, e sono sopravvissute fino ai giorni nostri. Una (la seconda delle due) descrive Wodan nel ruolo di guaritore:
du uuart demo Balderes volon sin vuoz birenkit

thu biguel en Sinhtgunt, Sunna era suister;

thu biguol en Friia, Volla era suister

thu biguol en Uuodan, so he uuola conda

sose benrenki, sose bluotrenki

sose lidirenki: ben zi bena

bluot zi bluoda, lid zi geliden

sôse gelîmida sin!»
il puledro di Balder si slogò una zampa

Sinhtgunt, sorella di Sunna (Sol), tentò di curarlo con la magia

Frige, sorella di Fulla, tentò di curarlo con la magia

venne incantato da Wodan, come ben sapeva fare:

sia un problema d'osso, sia un problema di sangue

sia un problema di muscoli, osso per osso

sangue per sangue, muscolo per muscolo

come se fossero incollati!»
Inoltre la scoperta delle rune viene attribuita ad Odino, e il tutto è descritto nel Rúnatal, una sezione dell'Hávamál. Si impiccò all'albero chiamato Yggdrasill mentre veniva trafitto dalla propria lancia per poter acquisire conoscenza. Rimase in questa posizione per nove giorni e nove notti, numero significativo nella pratica magica norrena (esistevano, ad esempio, nove regni di esistenza), per imparare nove (in seguito diciotto) canzoni magiche e diciotto rune magiche. L'obbiettivo di questo strano rituale, un dio che si sacrifica a se stesso perché non c'era niente di più elevato a cui sacrificarsi, era apparentemente dovuto alla necessità di ottenere percezioni mistiche attraverso la mortificazione della carne.
Alcuni studiosi vedono questa scena come influenzata dalla storia della crocifissione di Gesù; mentre altri notano le somiglianze con la storia dell'illuminazione di Gautama Buddha. In ogni caso è influenzata dallo sciamanesimo, in cui è ricorrente nella simbologia l'immagine di uno sciamano che scala l'"albero della vita" per raggiungere la conoscenza. Sappiamo che l'uso degli alberi nei sacrifici, umani o no, agli dei fosse comune, a volte comprendendo anche il fatto di essere trafitti da lance. Inoltre uno dei nomi di Odino è Ygg, ed il nome norreno del Frassino del Mondo (Yggdrasill) significa "cavallo di Ygg (Odino)". Un altro nome di Odino è Hangatýr, dio degli impiccati.
Il desiderio di Odino di raggiungere la conoscenza può anche essere visto nel suo lavoro di contadino per un'estate, per conto di Baugi, al fine di ottenere il dono della poesia.

## Culto

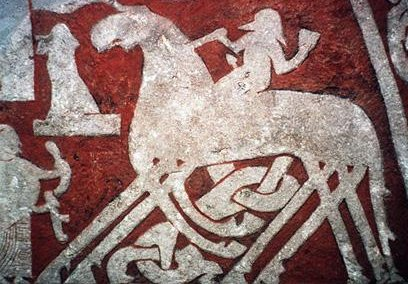
Odino entra nel Valhalla cavalcando Sleipnir, accolto da una Valchiria in una raffigurazione dell'VIII secolo sulla pietra dipinta di Tjängvide

I dettagli riguardanti la religione germanica del periodo delle migrazioni sono lacunosi, ricostruiti grazie agli artefatti, composti da frammentarie fonti contemporanee, da testimonianze successive, da leggende medievali e toponimi. Era normale, soprattutto tra i Cimbri, sacrificare un prigioniero ad Odino prima o dopo una battaglia.
Secondo Giona di Bobbio, il missionario irlandese del VI secolo Colombano di Bobbio avrebbe interrotto un sacrificio di birra a Wuodan (Deo suo Vodano nomine) a Bregenz, Alemannia. Wuodan era il dio capo degli Alemanni, ed il suo nome appare nell'iscrizione runica che orna la fibula di Nordendorf.
Il culto pagano scomparve con la cristianizzazione, tra il VI e l'VIII secolo in Inghilterra ed in Germania, resistendo fino all'XI e XII secolo in Islanda ed in Scandinavia. Residui del culto sono stati tramandati fino ai giorni nostri sotto forma di folklore (vedi Cristianizzazione dei Germani).
È stato ipotizzato che l'uccisione di un combattente in battaglia fosse un sacrificio ad Odino. L'incostanza di Odino in battaglia è ben documentata e, nel Lokasenna, Loki deride Odino per la sua inconsistenza.
Adamo da Brema, nel XII secolo, racconta che ogni nove anni le persone si radunavano da tutta la Svezia per fare sacrifici presso il Tempio di Uppsala. Gli schiavi maschi, e maschi di ogni specie animale, venivano sacrificati tramite impiccagione ai rami degli alberi. Dal momento che gli svedesi avevano la capacità di eleggere un re ma anche di deporlo, le saghe dicono che sia re Dómaldi che re Olof Trätälja vennero sacrificati ad Odino dopo anni di carestia. A volte i sacrifici venivano fatti per risolvere alcune particolari circostanze. Un perfetto esempio è il sacrificio di re Víkarr, descritto nella Saga di Gautrekr e nelle opere di Saxo Grammaticus sullo stesso evento. I marinai di una flotta che stava per affondare decisero di fare molti sacrifici ad Odino per calmare i venti. Lo stesso re venne sacrificato. I sacrifici si concentravano probabilmente all'inizio dell'estate, dal momento che la Saga degli Ynglingar riporta che una delle più grandi feste del calendario cade at sumri, þat var sigrblót "in estate, per la vittoria".

## Periodo delle migrazioni
le tribù anglosassoni portarono il loro culto in Inghilterra attorno al V o VI secolo, e lo proseguirono finché non vennero convertiti al cristianesimo nell'VIII secolo. I re anglosassoni sostenevano una discendenza diretta da Woden. Secondo la cronaca anglosassone e l'Historia Brittonum, Woden aveva per figli Wecta, Baeldaeg, Casere e Wihtlaeg, che a loro volta erano antenati delle case reali dell'Eptarchia anglosassone. Le altre manifestazioni di Woden in Inghilterra sono limitate ad alcuni toponimi ed a poche citazioni letterarie nel poema in antico inglese Maxims I (linea 132) e nel cosiddetto Nine Herbs Charm (linea 32).
Il Godan longobardo appare nell'Origo gentis Langobardorum del VII secolo. Secondo la leggenda descritta, la moglie di Godan, Frea, aiutò i Longobardi, a quel tempo chiamati ancora Winnili, e convinse Godan ad aiutarli. Avendo le donne dei Winnili portato i capelli davanti alle loro facce, Godan pensò trattarsi di guerrieri con folte barbe, e li chiamò Longobardi, "lunghe barbe".

## Era vichinga

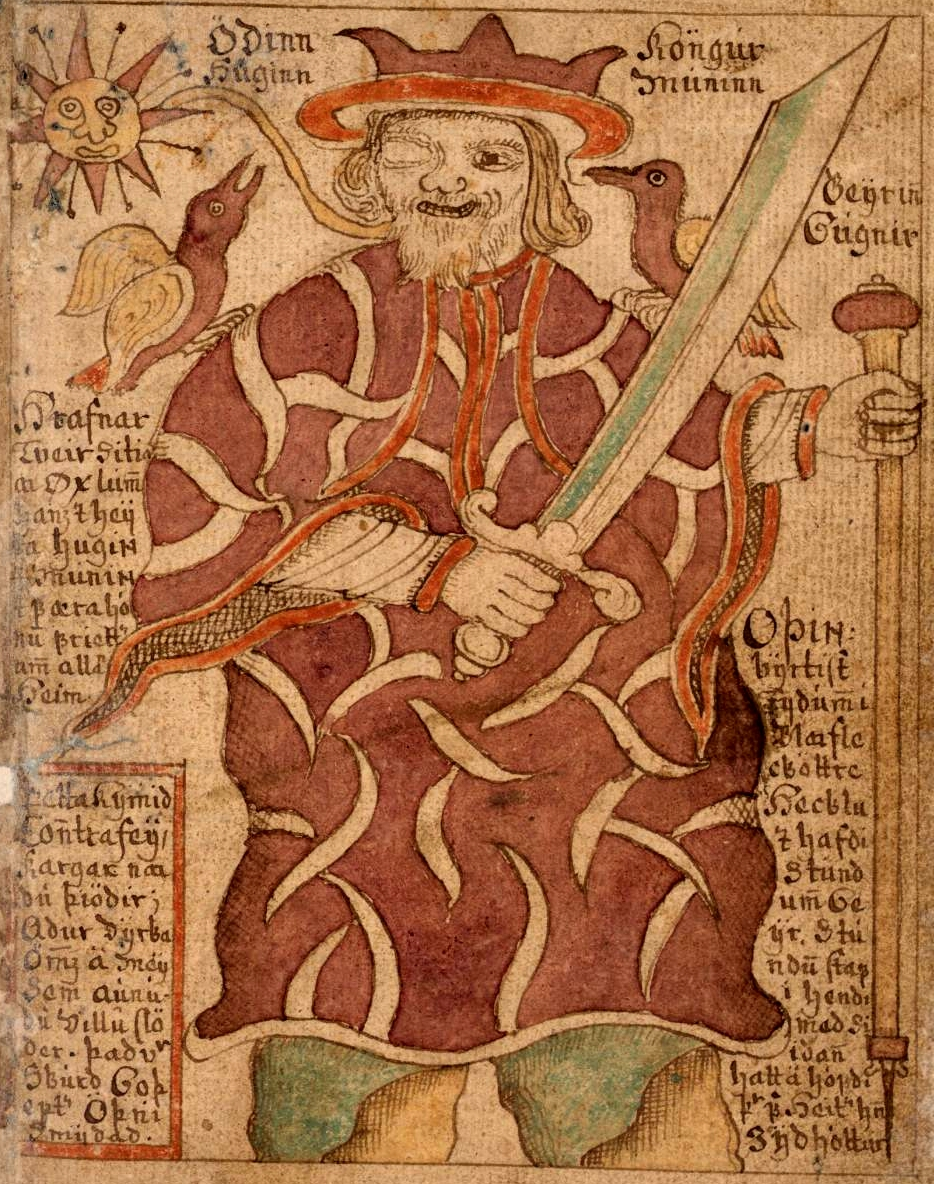
Odino con i suoi corvi e le armi

Lo scandinavo Óðinn nacque dal proto-norreno *Wōdin durante il periodo delle migrazioni, i reperti di Vendel (bratteati, pietre dipinte) mostrano antiche scene che possono essere associate ai testi mitologici norreni dell'Alto medioevo. Il contesto del nuovo gruppo emergente del periodo è rispecchiato dalle storie di Snorri Sturluson riguardo agli indigeni Vanir rimpiazzati dagli Æsir arrivati dal continente.
Secondo la Edda in prosa, Odino era figlio di Bestla e Borr, e fratello di Vé e Víli insieme con i quali abbatté il gigante del ghiaccio Ymir creando il mondo a partire dal suo corpo.
I simboli associati ad Odino sono Sleipnir, un cavallo ad otto zampe, e le numerose teste di Mímir, in grado di predire il futuro. Utilizzò le valchirie per radunare le anime dei guerrieri caduti in battaglia (gli Einherjar), essendo necessarie per combattere per lui nella battaglia di Ragnarǫk. Esse portarono le anime dei guerrieri nel Valhalla (la sala dei caduti), residenza di Odino nell'Ásgarðr. Una delle valchirie, Brunilde, fu esclusa dal suo servizio ma, mosso a compassione, Odino la pose in una sala circondata da un cerchio di fuoco per assicurarsi che solo uomini coraggiosi la potessero raggiungere per chiederne la mano. Venne poi salvata da Sigfrido. Höðr, un dio cieco che aveva accidentalmente ucciso il fratello, Baldr, venne ucciso da un altro dei figli di Odino, Váli, la cui madre era Rindr, una gigantessa che lo portò in grembo finché non fu pienamente sviluppato, giurando di non lavarsi prima di essersi vendicato di Höðr.
Secondo l'Hávamál dell'Edda, Odino era anche il creatore dell'alfabeto runico. È possibile che le leggende e le genealogie che citano Odino abbiano avuto un'origine reale, un capo germanico preistorico che fu in seguito deificato, ma questo è impossibile da provare o smentire.

## Periodo medievale
Come dio capo del pantheon germanico, Odino ricevette particolari attenzioni dai primi missionari. Ad esempio, il suo giorno è il solo ad essere stato rinominato in lingua tedesca da "giorno di Woden" al più neutrale Mittwoch ("mezza-settimana"). Il nome del suo giorno è ancora esistente nell'inglese Wednesday (Woden's day) nel norvegese, danese e svedese onsdag e nell'olandese woensdag. Altri dei non erano abbastanza importanti per la propaganda: Tuesday da "Týr's day" (martedì) e Friday da "Freyja's day" (venerdì) rimasero intatti in tutte le lingue germaniche tranne l'islandese. Si crede che "giorno di Woden" sia stato tradotto nel latino Dies Mercurii, che poi è diventato l'italiano "mercoledì" ed il francese mercredi, a causa del collegamento tra i due dei fatto da Tacito.
Secondo molti tedeschi, l'arcangelo Michele prese il posto di Wotan, e per questo si trovano molte cappelle di montagna dedicate all'arcangelo, anche se Wotan rimase presente come sorta di demone che guida la caccia selvaggia. Ad esempio nel folklore svizzero si trova la Wuotis Heer. In alcune regioni anche questo mito si modificò, per cui il ruolo di comandare la caccia spettò a Carlo Magno piuttosto che ad Odino.
Nell'Inghilterra anglosassone Woden veniva più spesso evemerizzato che demonizzato. Nell'Historia ecclesiastica gentis Anglorum di Beda e nella Cronaca anglosassone, Woden appare come un dio perfettamente terreno, diviso da Hengest del Kent da sole quattro generazioni, nonostante fino alla conquista normanna dell'Inghilterra, e anche dopo, sia rimasta l'idea che si trattasse una persona reale scambiata per un dio.
Snorri Sturluson, nei suoi scritti,  riguardo all'Edda, sottolinea le prove di un clima di tolleranza religiosa nell'Islanda medievale, ma si sente anche obbligato a dare un resoconto razionale degli Aesir nella prefazione. In questo scenario Snorri ipotizza che Odino ed i suoi pari fossero originariamente dei profughi in fuga da Troia, creando una derivazione etimologica di Aesir da Asia. Alcuni studiosi credono che la versione di Snorri di mitologia norrena sia un tentativo di modificare una tradizione sciamanica per farla sembrare una variante della mitologia greca. In ogni caso le opere di Snorri (in particolare l'Heimskringla) tentano di mantenere una neutralità essenzialmente scolastica. Che Snorri avesse ragione è una delle ultime teorie archeo-antropologiche di Thor Heyerdahl.

## Rinascita del mito
Con il revival vichingo romantica della prima metà del XIX secolo, la popolarità di Odino è cresciuta di nuovo. Wotan è un personaggio dominante in L'anello del Nibelungo di Richard Wagner, scritto tra il 1848 ed il 1874.
Il suo nome fornisce la radice per la concezione del XIX secolo nota come Forza Odica, un'ipotetica energia vitale che permea tutti gli esseri viventi.
Odino, insieme ad altri dei e dee norreni, viene adorato dai pagani germanici ricostruzionisti (vedi Odinismo e Wotanismo). L'Ásatrú, "fede negli Æsir", è una religione ufficiale riconosciuta in Islanda, Danimarca, Norvegia, Svezia e Spagna.
Ad Odino si fa spesso riferimento nella cultura popolare.